# Журавель блакитний
Журавель блакитний (Grus paradisea) — вид журавлів, що поширений у Південній Африці.

## Поширення та чисельність
Вид поширений, в основному, в Південно-Африканській Республіці. Є також невелика популяція на півночі Намібії. Залітних птахів спостерігали в Есватіні та Лесото. Загальна чисельність популяції журавля блакитного оцінюється у 25 тис. птахів, з них в Намібії гніздиться лише 35 птахів.

## Опис
Птах заввишки до 117 см. Розмах крил — 182 см. Вага — до 5,1 кг. Оперення блакитно-сіре; у верхній частині шиї і нижній половині голови дещо темніше. Махові пера першого порядку чорні або свинцево-сірі. Махові пера другого порядку темні, сильно подовжені і звисають назад майже до землі на зразок шлейфа, закриваючи хвіст. Їх довжина досягає 1 м. Ноги чорні.